# كاي ديفيس
كاي ديفيس (بالإنجليزية: Kay Davis)‏ هي مغنية أمريكية، ولدت في 5 ديسمبر 1920 في إيفانستون في الولايات المتحدة، وتوفيت في 27 يناير 2012 في أبوبكا في الولايات المتحدة.

## وصلات خارجية
- كاي ديفيس على موقع ميوزك برينز (الإنجليزية)
- كاي ديفيس على موقع أول ميوزيك (الإنجليزية)
- كاي ديفيس على موقع ديسكوغز (الإنجليزية)